# 대현중학교
대현중학교(大現中學校)는 대한민국 울산광역시 남구 달동에 있는 공립 중학교이다.

## 학교 연혁
- 1951년 12월 8일 : 사립 대현중학교 설립 인가
- 1989년 2월 28일 : 사립 대현중학교 폐교
- 1990년 3월 5일 : 공립 대현중학교 개교
- 1999년 7월 1일 : 구ㆍ현 대현중학교 합병
- 2021년 3월 1일 : 제 12대 김정규 교장 부임
- 2023년 1월 6일 : 제 72회 졸업식(졸업생 244명, 총 졸업생 수 22,423명)
- 2023년 3월 2일 : 제 75회 입학식(8학급 212명)

2024년 9월 2일 제 13대 김순화 교장 부임

## 참고 자료
- 대현중학교 - 한국교육학술정보원 학교알리미